# Eerste divisie (vrouwenhandbal) 1982/83
De eerste divisie is de op een na hoogste afdeling van het Nederlandse handbal bij de dames op landelijk niveau. In het seizoen 1982/1983 werden onder andere AHV Swift kampioen en promoveerden naar de eredivisie.

## Eerste divisie A

### Teams
| Ploeg              | Plaats      | Provincie     |
| ------------------ | ----------- | ------------- |
| BDC                | Soest       | Utrecht       |
| DSVD               | Deurningen  | Overijssel    |
| HAKA/E&O           | Emmen       | Drenthe       |
| Hellas 2           | Den Haag    | Zuid-Holland  |
| HMS                | Utrecht     | Utrecht       |
| HVS                | Schagerbrug | Noord-Holland |
| Foreholte          | Voorhout    | Zuid-Holland  |
| Quick '20          | Oldenzaal   | Overijssel    |
| De Volewijckers    | Amsterdam   | Noord-Holland |
| Vlugheid en Kracht | Groningen   | Groningen     |

### Stand
| Pos | Club | Wed | Ptn | Opmerking                         |
| --- | ---- | --- | --- | --------------------------------- |
| 1   |      | 18  | ?   | Promoveert naar de Eredivisie     |
| 2   |      | 18  | ?   |                                   |
| 3   |      | 18  | ?   |                                   |
| 4   |      | 18  | ?   |                                   |
| 5   |      | 18  | ?   |                                   |
| 6   |      | 18  | ?   |                                   |
| 7   |      | 18  | ?   |                                   |
| 8   |      | 18  | ?   |                                   |
| 9   |      | 18  | ?   | Degradeert naar de Tweede divisie |
| 10  |      | 18  | ?   | Degradeert naar de Tweede divisie |

## Eerste divisie B

### Teams
| Ploeg      | Plaats     | Provincie     |
| ---------- | ---------- | ------------- |
| Actief R   | Rotterdam  | Zuid-Holland  |
| Animo      | Rijswijk   | Zuid-Holland  |
| DES        | Eindhoven  | Noord-Brabant |
| ESCA       | Arnhem     | Gelderland    |
| Hercules   | Onbekend   | Onbekend      |
| Iason      | Valkenburg | Limburg       |
| Loreal     | Venlo      | Limburg       |
| AHV Swift  | Arnhem     | Gelderland    |
| Wings      | Den Haag   | Zuid-Holland  |
| Zonnebloem | Montfort   | Limburg       |

### Stand
| Pos | Club       | Wed | Ptn | Opmerking                         |
| --- | ---------- | --- | --- | --------------------------------- |
| 1   | AHV Swift  | 18  | 28  | Promoveert naar de Eredivisie     |
| 2   | Hercules   | 18  | 25  |                                   |
| 3   | Loreal     | 18  | 23  |                                   |
| 4   | Iason      | 18  | 20  |                                   |
| 5   | DES        | 18  | 20  |                                   |
| 6   | Wings      | 18  | 18  |                                   |
| 7   | Animo      | 18  | 16  |                                   |
| 8   | ESCA       | 18  | 15  |                                   |
| 9   | Zonnebloem | 18  | 8   | Degradeert naar de Tweede divisie |
| 10  | Actief R   | 18  | 7   | Degradeert naar de Tweede divisie |